# Bärengässlin
Bärengässlin (Eigenschreibweise: BärenGässlin, ab 1982 auch: Bären Gässlin) war ein Ensemble für Alte Musik in Historischer Aufführungspraxis, das von 1975 bis 1985 bestand.
Der Schwerpunkt des Repertoires lag bei der Erarbeitung authentischer Interpretationen von Liedern des Mittelalters und der frühen Neuzeit von Autoren wie Walther von der Vogelweide, dem Mönch von Salzburg, Oswald von Wolkenstein, Martin Luther sowie aus den Carmina Burana.
Gründer und feste Ensemblemitglieder waren Johannes Heimrath (* 1953) und Michael Korth (* 1946). Die Besetzung wurde je nach Programm um weitere Sänger und Instrumentalisten erweitert. Die Programme wurden jeweils in Zusammenarbeit mit namhaften Literaten, Literaturwissenschaftlern, Musikhistorikern und Spezialisten für Alte Musik erarbeitet, darunter H. C. Artmann, René Clemencic, Cesar Bresgen, Ulrich Müller, Lambertus Okken oder Franz Viktor Spechtler.

## Aufnahmen/Tonträger
- Der Lieb zu gefallen. Carl Michael Bellman. LP. pläne, Dortmund 1978. Wiederveröffentlichung: CD. pläne, Dortmund 2001.
- Frölich geschray so well wir machen. Oswald von Wolkenstein. LP. pläne, Dortmund 1978. Wiederveröffentlichung: CD. pläne, Dortmund 2001.
- Ich bin du und du bist ich. Der Mönch von Salzburg. LP. pläne, Dortmund 1980. Wiederveröffentlichung auf CD unter dem Titel: Der Mönch von Salzburg. Lieder des Mittelalters. pläne, Dortmund.
- Frau Welt, ich hab von dir getrunken. Walther von der Vogelweide. LP. pläne, Dortmund 1980. Wiederveröffentlichung: CD. pläne, Dortmund 2002.
- Carmina Burana. LP. pläne, Dortmund 1980.
- Mythomania. Von Hexen, Feen, Wassermännern, Zauberern und Geistern. deutsche harmonia mundi, Köln 1982. Wiederveröffentlichung: CD. deutsche harmonia mundi, 1999.
- Das thut dem alten Drachen Zorn. Hymnen, Lieder und Tänze der Reformationszeit. deutsche harmonia mundi, Köln 1983.
- Und unser lieben Frauen der traumet ihr ein Traum. Alte deutsche Weihnachtslieder. deutsche harmonia mundi, Köln 1984.
- Waere die welt alle min. Minnelied und Herrscherlob am Hof der Stauferkönige. deutsche harmonia mundi, Köln 1986.

## Buchveröffentlichungen
- Johannes Heimrath, Michael Korth (Hrsg.): Frölich geschray so well wir machen. Oswald von Wolkenstein. Heimeran, München 1975, ISBN 3-7765-0204-5. Taschenbuchausgabe: Oswald von Wolkenstein. Lieder aus dem Mittelalter. Fischer, Frankfurt am Main 1979, ISBN 3-596-22955-3.
- Johannes Heimrath, Michael Korth, H. C. Artmann: Carl Michael Bellman. Die Lieb zu gefallen. Heimeran, München 1976, ISBN 3-7765-0213-4. Taschenbuchausgabe: Sauf-, Liebes- und Sterbelieder. Fischer, Frankfurt am Main 1980, ISBN 3-596-22961-8.
- Cesar Bresgen, Michael Korth (Hrsg.): Europäische Liebeslieder aus acht Jahrhunderten. Heimeran, München 1978, ISBN 3-7765-0263-0. Taschenbuchausgabe: Fischer, Frankfurt am Main 1980, ISBN 3-596-22964-2.
- René Clemencic, Michael Korth (Hrsg.): Carmina Burana. Gesamtausgabe der mittelalterlichen Melodien mit den dazugehörigen Texten. Heimeran, München 1979, ISBN 3-7765-0274-6.
- Johannes Heimrath, Michael Korth u. a. (Hrsg.): ich bin du und du bist ich. Der Mönch von Salzburg. Lieder des Mittelalters. Heimeran, München 1980, ISBN 3-7765-0288-6.